# El Diez
El Diez é uma série de televisão mexicana produzida pela Epoca Films e exibida pela ESPN América Latina entre 01 de setembro a 27 de outubro de 2011, em 8 episódios.
Contou com Alfonso Herrera no papel principal.

## Enredo
Chava Espinosa  (Alfonso Herrera) é um jovem jogador de futebol de Ocotlán, Jalisco, que se tornou um sucesso da noite para o dia com o seu jogo surpreendente na Copa Sub-20. Os jornalistas o perseguirão constantemente, inclusive uma repórter atrativa e inteligente, Ximena (Eréndira Ibarra) – por quem se apaixona. Mas as expectativas ao redor de “Chava” são grandes, e o jovem jogador duvidará do caminho percorrido, mas não abandonará seu sonho de conseguir o número 10 da seleção mexicana.

## Elenco
- Alfonso Herrera - Salvador "Chava" Espínoza
- Eréndira Ibarra - Ximena Calleja
- Ernesto Loera - El Cremas
- Mauricio Quintana - Gonzalo Gomez Riva
- Joaquín Cosío - Javier Ruvalcaba
- Alberto Agnesi - Jorge Alberto Dumont
- Cesar Rodriguez - Gerardo Romero
- Miguel Couturier - Gustavo 'Profe' Lara
- Ihtzi Hurtado - Andrea de la Costa
- Juan Pablo de Santiago - Efraín 'La Pastilla' Roldán
- René Pereyra - Antonio López Garza
- Ari Brickman - Alfredo Portilla
- Eduardo Montes - Tomás Gerardo 'Tommy Jerry' Carvajal
- Mikel Garcia Bilbao - Alex Gerard
- Juan Luis Orendain - Plutarco Herrera III